# Kaukaz (region)

Granice państw, państw nieuznawanych i republik autonomicznych istniejących na Kaukazie w 2008

Flaga Zakaukaskiej Demokratycznej Republiki Federacyjnej w 1918

Flaga Republiki Górskiej Północnego Kaukazu

Flaga Zakaukaskiej Federacyjnej Socjalistycznej Republiki Radzieckiej

Kaukaz – region na pograniczu Europy i Azji pomiędzy morzami Czarnym i Kaspijskim wokół gór Kaukaz. Od północy graniczy z europejską częścią Rosji, od południa z Azją Zachodnią (Przednią).

## Zasięg regionu
Granice Kaukazu rozumianego jako region polityczny i historyczny są przyjmowane siłą tradycji, nie są zaś oparte na jednolitych kryteriach fizycznogeograficznych ani politycznych. W szczególności region Kaukazu nie pokrywa się z megaregionem fizycznogeograficznym Krymu i Kaukazu w Europie Wschodniej.
Tradycyjnie przyjmuje się, że południową granicę tak rozumianego Kaukazu stanowią granice Gruzji, Armenii i Azerbejdżanu z Turcją i z Iranem (wcześniej była to granica ZSRR, a jeszcze wcześniej carskiej Rosji, granica ta uległa zmianie na korzyść Turcji w 1921). W ten sposób do Kaukazu zalicza się między innymi północno-wschodni skrawek Wyżyny Armeńskiej, która bezsprzecznie należy już do Azji.
Północna granica tak rozumianego Kaukazu nie jest jednoznacznie ustalona. W geografii sowieckiej przyjmowano, że jest nią geograficzna granica Kaukazu – Obniżenie Kumsko-Manyckie. To jednak włącza w obręb Kaukazu równinne regiony zamieszkane obecnie prawie wyłącznie przez ludność słowiańską, w szczególności Kubań. Początkowo tereny te nie miały pod względem kulturowym nic wspólnego z górami Kaukazu, ale z biegiem czasu przejęto tam od ludności rdzennie kaukaskiej tradycyjne męskie ubranie oraz niektóre elementy kaukaskiej kultury muzycznej. Na pewno jednak do Kaukazu należą położone na północ od głównego grzbietu Kaukazu autonomiczne republiki górali kaukaskich.
Tak więc Kaukaz pod względem politycznym obejmuje:
- Republikę Gruzji,
- Republikę Armenii,
- Republikę Azerbejdżanu,
- republiki Federacji Rosyjskiej:
  - Adygeję
  - Karaczajo-Czerkiesję,
  - Kabardo-Bałkarię,
  - Osetię Północną,
  - Inguszetię,
  - Czeczenię,
  - Dagestan.

Kaukaz jako region polityczno-historyczny dzieli się na dwie części: Kaukaz Północny i Kaukaz Południowy. Granicą tych części jest główny łańcuch Kaukazu, a ściślej rzecz biorąc – biegnąca nim południowa granica Federacji Rosyjskiej (linie te się nie pokrywają: skrawek Azerbejdżanu z miastem Kuba leży na północ od głównego łańcucha, a część rosyjskiego Kraju Krasnodarskiego – na południe od niego). Tak więc polityczno-historyczny Kaukaz Północny tylko częściowo pokrywa się z fizycznogeograficznym Przedkaukaziem, a Kaukaz Południowy – z Zakaukaziem, choć w praktyce pojęcia te często są utożsamiane.

## Klimat
Na terenie Kaukazu masy powietrza znad Morza Czarnego i Morza Kaspijskiego spotykają się z kontynentalnym powietrzem z północy i południa, a różnica wysokości przekracza 5,5 km. To wpływa na znaczne zróznicowanie klimatu. Przyjmuje się, że Kaukaz Północny znajduje się na obszarze zdominowanym przez klimat kontynentalny, a Kaukaz Południowy - subtropikalny.
W niektórych regionach Kaukazu temperatury przekraczają latem 35ºC, a zimą spadają nawet poniżej minus 30ºC. Średnia temperatura w Suchumi (Abchazja) na poziomie morza wynosi około 15ºC, na Kazbeku na poziomie 3700 m n.p.m. minus 6ºC. Za główną linię podziału klimatycznego odpowiada łańcuch Wielkiego Kaukazu, ważną rolę odgrywa także Mały Kaukaz, a także Góry Lichskie.
Południe Kaukazu cechuje się mniejszymi rocznymi amplitudami temperatur niż północ. Z uwagi na różnice wysokości na niewielkich obszarach (czasem obejmują powierzchnie kilkunastu, kilkudziesięciu kilometrów kwadratowych) wykształciły się specyficzne mikroklimaty. Dotyczy to w szczególności Wielkiego Kaukazu.
Na terenie Kaukazu zróżnicowane są również opady. Zależą m.in. od wysokości nad poziomem morza oraz odległości od wielkich zbiorników wodnych. Najwięcej deszczu obserwuje się w rejonach wysokogórskich oraz położonych blisko Morza Czarnego. Zachód Kaukazu jest zdecydowanie bardziej wilgodny niż wschód. Średnioroczne opady w Batumi (Gruzja) wynoszą około 2700 mm, a Baku (Azerbejdżan) – jednym z najbardziej suchych miast Kaukazu – około 240 mm.

## Dzieje regionu
Region Kaukazu nieodmiennie stanowił peryferyjny obszar kolejnych imperiów władających obszarami na północ i na południe od niego. Nigdy zaś nie został zjednoczony przez rodzimą potęgę; najbliżej tego były Armenia za panowania Artaksydów na przełomie er i Gruzja za panowania Bagratydów w XII-XIII wieku. W starożytności Kaukaz był pod władzą Asyryjczyków, później Persów, a w VII wieku p.n.e. swoją kolonię założyli Grecy. W I w.p.n.e. Zakaukazie zdobył Tigranes II. W kolejnych wiekach Kaukaz był najeżdżany przez Chazarów, Hunów, Awarów i Arabów. W XIII w. został zdobyty przez Mongołów. W XVIII w. podbity przez Rosję, która w 1785 utworzyła namiestnictwo kaukaskie, a w kolejnych latach przesuwała granice na południe, dążąc ku Persji.
W latach 1817–1864 trwała wojna kaukaska, wzniecona przez podbitych górali przeciw Imperium Rosyjskiemu, ostatecznie zakończona ich klęską. W czasie wojny rosyjsko-tureckiej (1877–1878) w Kaukazie wybuchło kolejne powstanie, wspierane przez Imperium Osmańskie.
Po wybuchu rewolucji bolszewickiej ludność Kaukazu Południowego zwołała demokratyczny parlament, który proklamował 9 kwietnia 1918 niezawisłość (do 26 maja 1918 istniała Zakaukaska Demokratyczna Republika Federacyjna). W podobnym czasie na północ od głównego łańcucha górskiego powstała Republika Górska Północnego Kaukazu. 29 maja 1918 na Kaukazie Południowym powstały niepodległe: Demokratyczna Republika Gruzji, Demokratyczna Republika Armenii i Demokratyczna Republika Azerbejdżanu. W latach 1920–1921 wszystkie te państwa zostały najechane przez bolszewików, zorganizowane w Zakaukaską Federacyjną SRR i w 1922 formalnie wcielone do ZSRR.
Po rozpadzie ZSRR byłe sowieckie republiki Kaukazu Południowego przeobraziły się w niepodległe państwa. Gruzja została dotknięta kilkoma wojnami domowymi, z których część miała charakter konfliktów narodowościowych. Dążąc do uniezależnienia się od Rosji Gruzja popadła z nią w konflikt zbrojny. Armenia, okrojona za czasów sowieckich z terytoriów na wschód i na zachód od dzisiejszej kadłubowej republiki, dąży do ich odzyskania, czego skutkiem jest konflikt z Azerbejdżanem i wspierającą go Turcją. Z kolei sytuacja polityczna Azerbejdżanu, którego gospodarka opiera się niemal wyłącznie na eksporcie ropy naftowej i gazu ziemnego, podlega zmianom związanym z kolejnymi meandrami polityki energetycznej Rosji i Europy.
Sowieckie republiki autonomiczne na Kaukazie Północnym nie uzyskały niepodległości. Doszło w nich do powstań górali kaukaskich przeciwko władzy rosyjskiej, w pierwszym rzędzie opartych jednak nie na dążeniach narodowościowych, lecz na odrodzeniu islamu.

## Ludność

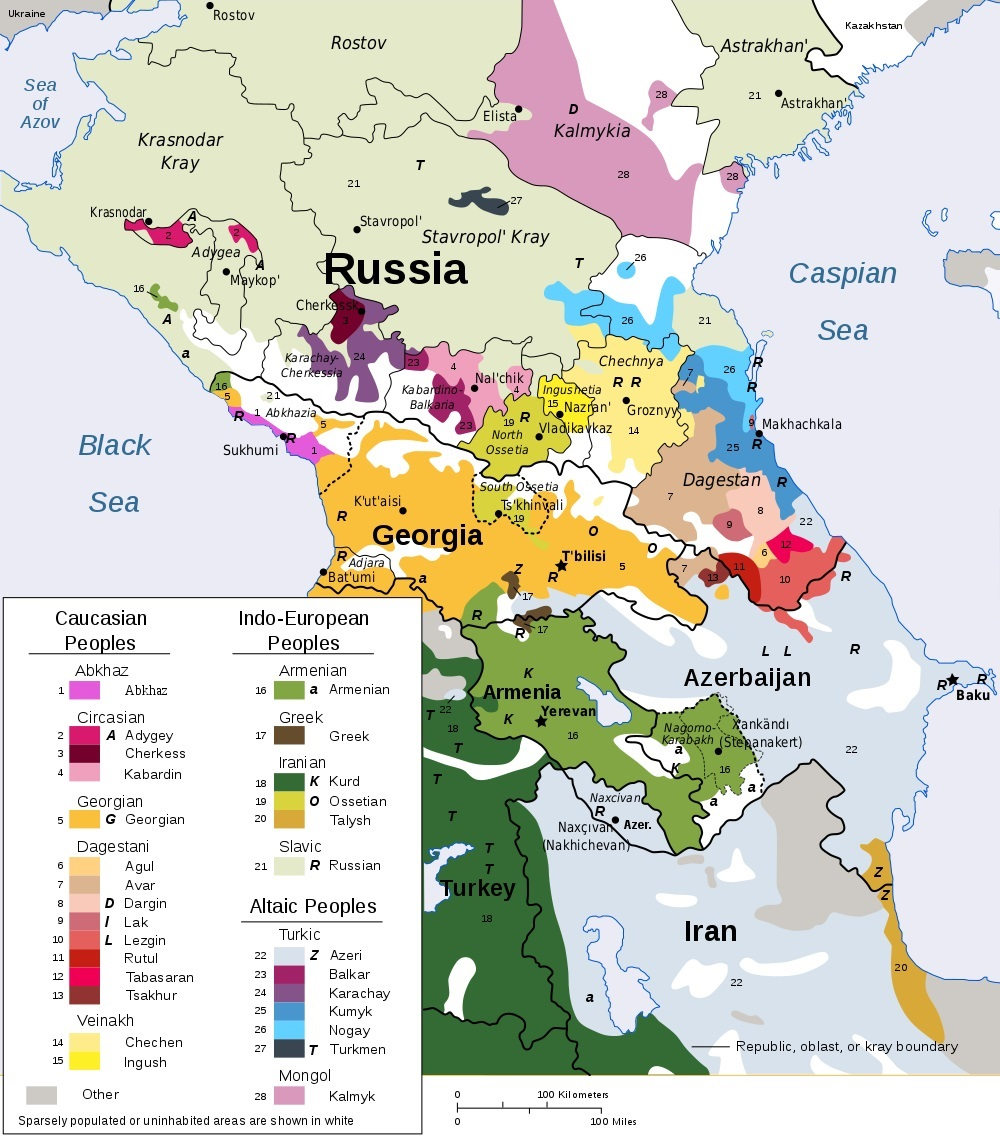
Narodowości Kaukazu

Dziś Kaukaz zamieszkuje około 70 grup etnicznych o różnym stopniu rozwoju świadomości narodowej, o różnym pochodzeniu i kulturze. Jest to odzwierciedleniem długiej i skomplikowanej historii regionu, w toku której obok autochtonicznej ludności rodzimej na Kaukazie pojawiały się liczne ludy napływowe. Ludy zamieszkujące dziś region Kaukazu należą do trzech wielkich grup:
- ludy kaukaskie – Gruzini, Abchazowie, Abazyńczycy, Adygejczycy, Czerkiesi, Kabardyjczycy, Awarowie, Czeczeni, Ingusze, Bacbijcy, Lezgini
- ludy indoeuropejskie – Ormianie, Osetyjczycy, Kurdowie, Tałyszowie, Tatowie, Rosjanie, Ukraińcy, Grecy
- ludy tureckie – Azerowie, Bałkarzy, Karaczajowie, Kumycy, Nogajowie
- ludy semickie – Asyryjczycy.

Na podział narodowościowy nakłada się podział wyznaniowy. Na Kaukazie wyznawane jest chrześcijaństwo w wersji prawosławnej (Gruzini, Rosjanie i Ukraińcy, większość Osetyjczyków oraz Abchazów), a Ormian skupia odrębny narodowy kościół ormiański (pośród mniejszości Ormian też rozpowszechniony jest Kościół katolicki obrządku ormiańskiego). Inne narody wyznają islam w wersjach sunnickiej i szyickiej (Azerowie). Wskutek prześladowań religii za czasów sowieckich znaczne postępy poczyniła sekularyzacja kultur narodowych.
Ludy Kaukazu posługują się językami należącymi do rodzin kaukaskiej, indoeuropejskiej, tureckiej i semickiej, przy czym wiele z nich jest silnie zróżnicowanych na dialekty. Pokrewieństwo między językami północno- i południowokaukaskimi, tradycyjnie zaliczanymi do wspólnej rodziny kaukaskiej, jest wątpliwe.